# 慕輿長卿
慕輿長卿（?—?），五胡十六国時代前燕人物。
慕輿長卿在前燕担任将軍。356年二月，率兵七千入轵关，攻打前秦幽州刺史強哲所守的裴氏堡。前秦皇帝苻生派建节将军邓羌前去救援。在裴氏堡之南交战，燕军丧生二千七百，慕輿長卿被俘获。